# Сприйняття форми
Сприйняття́ фо́рми — здатність людського розуму та відчуттів сприймати форми та контури які спостерігаються в навколишньому середовищі. Особливо важливе для вміння читати.  Цей складний психічний процес вивчається в неврології. 
Сприйняття форми є однією з основних візуальних дискримінацій, набутих у дитинстві. Оскільки навчальні заходи потребують хоч якого сприйняття форми, дитині з поганим сприйняттям форми може бути поставлений діагноз розладу навчання. Дитина, яка має вади сприйняття форми букви, складу або слова,  матиме труднощі у вивченні алфавіту та у навчанні читати. Розрізнення букв є найважливішою навичкою на ранніх стадіях читання.

## Синоніми
- Перцептивне групування
- Сприйняття об'єктів
- Сприйняття поверхні